# Natação no Campeonato Mundial de Esportes Aquáticos de 2013 - 100 m peito feminino
A prova dos 100 metros peito feminino da natação no Campeonato Mundial de Esportes Aquáticos de 2013 ocorreu nos dias 29 de julho e 30 de julho no Palau Sant Jordi  em Barcelona.

## Recordes
Antes desta competição, os recordes mundiais e do campeonato nesta prova eram os seguintes:
| Tipo                  | Atleta        | Tempo   | Local       | Data                |
| --------------------- | ------------- | ------- | ----------- | ------------------- |
|                       | Jessica Hardy | 1:04.45 | Federal Way | 7 de agosto de 2009 |
| Recorde do campeonato | Rebecca Soni  | 1:04.84 | Roma        | 27 de julho de 2009 |

Os seguintes novos recordes foram estabelecidos durante esta competição. 
| Data        | Prova         | Nadadora       | Nacionalidade | Tempo   | Recordes              |
| ----------- | ------------- | -------------- | ------------- | ------- | --------------------- |
| 29 de julho | Eliminatórias | Rūta Meilutytė | Lituânia      | 1:04.52 | Recorde do campeonato |
| 29 de julho | Semifinal 2   | Rūta Meilutytė | Lituânia      | 1:04.35 | ,                     |

## Medalhistas
| Ouro                 | Prata                 | Bronze              |
| Rūta Meilutytė (LTU) | Yuliya Yefimova (RUS) | Jessica Hardy (USA) |

## Resultados

### Eliminatórias
Esses foram os resultados das eliminatórias.
| Pos. | Bateria | Raia | Nadadora              | Nacionalidade  | Tempo   | Notas            |
| ---- | ------- | ---- | --------------------- | -------------- | ------- | ---------------- |
| 1    | 7       | 4    | Rūta Meilutytė        | Lituânia       | 1:04.52 | Q, ,             |
| 2    | 7       | 5    | Jessica Hardy         | Estados Unidos | 1:05.18 | Q                |
| 3    | 5       | 5    | Yuliya Yefimova       | Rússia         | 1:05.24 | Q,               |
| 4    | 6       | 4    | Rikke Møller Pedersen | Dinamarca      | 1:06.30 | Q                |
| 5    | 6       | 3    | Viktoriya Solnceva    | Ucrânia        | 1:06.79 | Q,               |
| 6    | 5       | 4    | Breeja Larson         | Estados Unidos | 1:06.83 | Q                |
| 7    | 6       | 1    | Marina García         | Espanha        | 1:07.18 | Q,               |
| 8    | 7       | 3    | Jennie Johansson      | Suécia         | 1:07.21 | Q                |
| 9    | 6       | 6    | Sally Foster          | Austrália      | 1:07.59 | Q                |
| 10   | 5       | 3    | Alia Atkinson         | Jamaica        | 1:07.76 | Q                |
| 11   | 6       | 5    | Satomi Suzuki         | Japão          | 1:07.79 | Q                |
| 12   | 5       | 1    | Fiona Doyle           | Irlanda        | 1:07.88 | Q                |
| 13   | 5       | 7    | Petra Chocová         | Chéquia        | 1:08.18 | Q,               |
| 14   | 7       | 6    | Moniek Nijhuis        | Países Baixos  | 1:08.29 | Q                |
| 15   | 6       | 2    | Samantha Marshall     | Austrália      | 1:08.33 | Q                |
| 16   | 5       | 0    | Kim Janssens          | Bélgica        | 1:08.36 | Q,               |
| 17   | 7       | 7    | Sun Ye                | China          | 1:08.49 |                  |
| 18   | 4       | 3    | Amit Ivry             | Israel         | 1:08.52 | Recorde nacional |
| 19   | 7       | 8    | Lisa Fissneider       | Itália         | 1:08.53 |                  |
| 20   | 5       | 8    | Shi Jinglin           | China          | 1:08.59 |                  |

| Ver o restante da classificação | Ver o restante da classificação | Ver o restante da classificação | Ver o restante da classificação | Ver o restante da classificação | Ver o restante da classificação | Ver o restante da classificação |
| Pos.                            | Bateria                         | Raia                            | Nadadora                        | Nacionalidade                   | Tempo                           | Notas                           |
| ------------------------------- | ------------------------------- | ------------------------------- | ------------------------------- | ------------------------------- | ------------------------------- | ------------------------------- |
| 20                              | 7                               | 9                               | Jenna Laukkanen                 | Finlândia                       | 1:08.59                         | Recorde nacional                |
| 22                              | 5                               | 2                               | Sophie Allen                    | Reino Unido                     | 1:08.62                         |                                 |
| 22                              | 7                               | 0                               | Caroline Ruhnau                 | Alemanha                        | 1:08.62                         |                                 |
| 24                              | 6                               | 8                               | Joline Höstman                  | Suécia                          | 1:08.63                         |                                 |
| 25                              | 6                               | 7                               | Anna Belousova                  | Rússia                          | 1:08.69                         |                                 |
| 26                              | 5                               | 9                               | Back Su-Yeon                    | Coreia do Sul                   | 1:09.11                         |                                 |
| 27                              | 5                               | 6                               | Kanako Watanabe                 | Japão                           | 1:09.28                         |                                 |
| 28                              | 7                               | 2                               | Tera van Beilen                 | Canadá                          | 1:09.45                         |                                 |
| 29                              | 7                               | 1                               | Michela Guzzetti                | Itália                          | 1:09.54                         |                                 |
| 30                              | 4                               | 4                               | Hrafnhildur Lúthersdóttir       | Islândia                        | 1:09.75                         |                                 |
| 31                              | 6                               | 0                               | Mariia Liver                    | Ucrânia                         | 1:09.95                         |                                 |
| 32                              | 4                               | 5                               | Tara-Lynn Nicholas              | África do Sul                   | 1:10.22                         |                                 |
| 33                              | 3                               | 4                               | Yvette Man Yi Kong              | Hong Kong                       | 1:10.37                         |                                 |
| 34                              | 4                               | 6                               | Julia Sebastian                 | Argentina                       | 1:10.56                         |                                 |
| 35                              | 4                               | 2                               | Erica Dittmer                   | México                          | 1:10.82                         |                                 |
| 36                              | 4                               | 7                               | Samantha Yeo                    | Singapura                       | 1:11.17                         |                                 |
| 37                              | 4                               | 1                               | Siow Yi Ting                    | Malásia                         | 1:11.25                         |                                 |
| 37                              | 4                               | 0                               | Alona Ribakova                  | Letônia                         | 1:11.25                         |                                 |
| 39                              | 6                               | 9                               | Beatriz Travalon                | Brasil                          | 1:11.39                         |                                 |
| 40                              | 4                               | 9                               | Caroline Reitshammer            | Áustria                         | 1:11.43                         |                                 |
| 41                              | 1                               | 3                               | Dariya Talanova                 | Quirguistão                     | 1:11.45                         |                                 |
| 42                              | 4                               | 8                               | Zuzana Mimovicova               | Eslováquia                      | 1:11.67                         |                                 |
| 43                              | 3                               | 5                               | Ioana Alexandra Popa            | Roménia                         | 1:11.81                         |                                 |
| 44                              | 3                               | 7                               | Daniela Lindemeier              | Namíbia                         | 1:12.06                         |                                 |
| 45                              | 3                               | 3                               | Ivana Ninković                  | Bósnia e Herzegovina            | 1:12.39                         |                                 |
| 46                              | 3                               | 6                               | Chen I-chuan                    | Taipé Chinesa                   | 1:13.25                         |                                 |
| 47                              | 3                               | 1                               | Tatiana Chişca                  | Moldávia                        | 1:14.11                         |                                 |
| 48                              | 2                               | 6                               | Vanessa Rivas                   | República Dominicana            | 1:14.77                         | Recorde nacional                |
| 49                              | 3                               | 8                               | Evita Leter                     | Suriname                        | 1:15.31                         |                                 |
| 50                              | 3                               | 2                               | Irene Chrysostomou              | Chipre                          | 1:15.45                         |                                 |
| 51                              | 2                               | 3                               | Barbara Vali-Skelton            | Papua-Nova Guiné                | 1:16.03                         |                                 |
| 52                              | 3                               | 0                               | Jamila Lunkuse                  | Uganda                          | 1:16.15                         |                                 |
| 53                              | 2                               | 4                               | Natalia Gomez                   | Costa Rica                      | 1:16.96                         |                                 |
| 54                              | 2                               | 7                               | Lianna Swan                     | Paquistão                       | 1:19.61                         | Recorde nacional                |
| 55                              | 2                               | 2                               | Rachael Tonjor                  | Nigéria                         | 1:19.81                         |                                 |
| 56                              | 2                               | 5                               | Chade Nersicio                  | Antilhas Holandesas             | 1:21.47                         |                                 |
| 57                              | 2                               | 8                               | Bonita Imsirovic                | Botswana                        | 1:21.97                         |                                 |
| 58                              | 2                               | 1                               | Mira Shami                      | Jordânia                        | 1:22.05                         |                                 |
| 59                              | 1                               | 4                               | Shne Joachim                    | São Vicente e Granadinas        | 1:23.09                         |                                 |
| 60                              | 1                               | 5                               | Charmel Sogbadji                | Benim                           | 1:43.41                         |                                 |
| 60                              | 1                               | 6                               | Ramatoulaye Camara              | Guiné                           | 1:43.41                         |                                 |
| 61                              | 3                               | 9                               | Ngô Thị Ngọc Quỳnh              | Vietname                        | 99.99                           | DNS                             |

### Semifinal
Esses foram os resultados das semifinais.
Semifinal 1
| Pos. | Raia | Nadadora              | Nacionalidade  | Tempo   | Notas |
| ---- | ---- | --------------------- | -------------- | ------- | ----- |
| 1    | 5    | Rikke Møller Pedersen | Dinamarca      | 1:05.99 | Q     |
| 2    | 4    | Jessica Hardy         | Estados Unidos | 1:06.10 | Q     |
| 3    | 3    | Breeja Larson         | Estados Unidos | 1:06.61 | Q     |
| 4    | 6    | Jennie Johansson      | Suécia         | 1:06.96 | Q,    |
| 5    | 2    | Alia Atkinson         | Jamaica        | 1:07.63 |       |
| 6    | 1    | Moniek Nijhuis        | Países Baixos  | 1:07.77 |       |
| 7    | 7    | Fiona Doyle           | Irlanda        | 1:07.81 |       |
| 8    | 8    | Kim Janssens          | Bélgica        | 1:08.73 |       |

Semifinal 2
| Pos. | Raia | Nadadora           | Nacionalidade | Tempo   | Notas |
| ---- | ---- | ------------------ | ------------- | ------- | ----- |
| 1    | 4    | Rūta Meilutytė     | Lituânia      | 1:04.35 | Q, ,  |
| 2    | 5    | Yuliya Yefimova    | Rússia        | 1:05.29 | Q     |
| 3    | 3    | Viktoriya Solnceva | Ucrânia       | 1:06.67 | Q,    |
| 4    | 6    | Marina García      | Espanha       | 1:07.12 | Q,    |
| 5    | 7    | Satomi Suzuki      | Japão         | 1:07.83 |       |
| 6    | 2    | Sally Foster       | Austrália     | 1:08.04 |       |
| 7    | 1    | Petra Chocová      | Chéquia       | 1:08.10 |       |
| 8    | 8    | Samantha Marshall  | Austrália     | 1:08.31 |       |

### Final
Esse foi o resultado da final.
| Pos.              | Raia | Nadadora              | Nacionalidade  | Tempo   | Notas            |
| ----------------- | ---- | --------------------- | -------------- | ------- | ---------------- |
| Medalha de ouro   | 4    | Rūta Meilutytė        | Lituânia       | 1:04.42 |                  |
| Medalha de prata  | 5    | Yuliya Yefimova       | Rússia         | 1:05.02 | Recorde nacional |
| Medalha de bronze | 6    | Jessica Hardy         | Estados Unidos | 1:05.52 |                  |
| 4                 | 3    | Rikke Møller Pedersen | Dinamarca      | 1:05.93 |                  |
| 5                 | 2    | Breeja Larson         | Estados Unidos | 1:06.74 |                  |
| 6                 | 7    | Viktoriya Solnceva    | Ucrânia        | 1:06.81 |                  |
| 7                 | 8    | Marina García         | Espanha        | 1:07.08 | Recorde nacional |
| 8                 | 1    | Jennie Johansson      | Suécia         | 1:07.41 |                  |

Legenda
| Recorde mundial       | Recorde mundial (World record)               |                       | Recorde africano                      | Recorde africano (African) |                                           | Q | Classificado por posição (Qualified) |
| Recorde do campeonato | Recorde do campeonato (Championship record)  | Recorde da América    | Recorde da América (Americas)         | q                          | Classificado por melhor tempo (Qualified) |   |                                      |
| Melhor marca do ano   | Melhor marca do ano (World leading)          | Recorde asiático      | Recorde asiático (Asian)              | DNS                        | Não largou (Did not start)                |   |                                      |
| Recorde nacional      | Recorde nacional (National record)           | Recorde europeu       | Recorde europeu (European)            | DNF                        | Não terminou (Did not finish)             |   |                                      |
| Recorde pessoal       | Recorde pessoal do atleta (Personal best)    | Recorde da Oceania    | Recorde da Oceania (Oceania)          | DSQ / DQ                   | Desclassificado (Disqualified)            |   |                                      |
| Recorde da temporada  | Recorde da temporada do atleta (Season best) | Recorde sul-americano | Recorde sul-americano (South America) | NM                         | Sem marca (No mark)                       |   |                                      |